# Сподња Корена
Сподња Корена (словен. Spodnja Korena) је насељено место у општини Дуплек, Подравска регија, Словенија.

## Историја
До територијалне реорганизације у Словенији била је у саставу старе општине Марибор.

## Становништво
У попису становништва из 2011. године, Сподња Корена је имала 414 становника.
| Број становника према пописима | Број становника према пописима | Број становника према пописима |
| ------------------------------ | ------------------------------ | ------------------------------ |
| 1991                           | 2002                           | 2011                           |
| 450                            | 409                            | 414                            |